# 王仁俊
王仁俊（1866年—1913年），字捍鄭、杆鄭、幹臣，号籀许，江苏吴县人。进士出身，中國金石学家、敦煌学家、史学家。

## 生平
就学于正谊、紫阳等书院。光绪十八年（1892年）進士，同年五月，改翰林院庶吉士。光緒二十年四月，散館，著以部属用，转任吏部主事，湖广总督张之洞在武汉办《楚学报》，聘请王仁俊为坐办，由章太炎主筆。梁鼎芬守旧，章太炎寫《排滿論》六萬言，兩人發生衝突。王仁俊向张辩解，谓章本是個疯子，“即日逐之出境可也”。梁鼎芬讓轎夫用抬轎子的木杠子痛打章的屁股。于1897
年在上海创办《實學報》。光绪二十九年（1903）赴日考察学务，后任学部行走，署湖北宜昌、黄州知府。张之洞在湖北创办存古学堂，聘王为教务长。不久苏州学古堂改建为存古学堂，即奏调回原籍任职。后至京师任京师大学堂教授。光绪三十三年（1907）调充学部图书局副局长。辛亥后，客居北京，民國二年去世。
生平著作等身，长于辑佚，精于史学及敦煌学，辑纂有《玉函山房辑佚书续编》、《敦煌石室真迹录》、《格致古微》（俞樾作序《格致古微叙》；吴县王氏刊印本，光绪二十二年（1896））、《遼文萃》（光绪三十年（1904）无冰阁刊本）、《西夏文缀》2卷（1904）等。
王仁俊师从俞樾，入张之洞、端方幕府，及门有古建筑学家阚铎。